# Скобелев, Анатолий Тихонович
Анатолий Тихонович Скобелев (16 апреля 1946, Ленинград, РСФСР — 19 августа 2011, Москва, Российская Федерация) — советский и российский тромбонист и музыкальный педагог, народный артист России (1997).

## Биография
В 1973 г. окончил Ленинградскую консерваторию имени Н. А. Римского-Корсакова (класс профессора В. Ф. Венгловского). Более четверти века являлся профессором Московской государственной консерватории им. П. И. Чайковского:
- с 1979 г. преподавал на кафедре духовых инструментов Московской консерватории,
- с 1985 г. — доцент,
- с 1995 г. — профессор,
- 2007—2011 гг. — заведующий кафедрой медных духовых инструментов.

Многие ученики А. Т. Скобелева сегодня играют в ведущих симфонических оркестрах страны. Среди них: Ю.Колосов (БСО), А.Старков, А.Минаев (ГАСО), И.Ирхин, Д.Железнов, А.Федотов (РНО), Э.Юсупов, П.Гайдай, М.Тарасов, В.Сущенко (ГАБТ), Л.Николаев, А.Зенчугов, П.Ларин, К.Пачкаев (Российская капелла), А.Горбунов, И.Баканов (РНФО), А.Шкилёва (ГСО «Новая Россия»), А.Иванец (ГСО «Новая Россия»), Г.Голденков (ГСО «Новая Россия»), С.Прокудин-Лемешев (МГАСО п/у П. Когана), А.Демиденко (РНФО), К.Коломойский (МГАСО п/у П.Когана), Е.Павлов (Театр им. Н.Сац)
В 1974—1990 г. — солист оркестра Большого театра, член Ансамбля солистов ГАБТ,
1990—2003 г. — солист Российского Национального оркестра. Руководитель ансамбля «Лоу-брасс секция РНО».

## Награды и звания
- 1973 г. — Лауреат первой премии и обладатель специального приза им. Э. Ансерме (за совершенную технику и глубину интерпретации) на Международном конкурсе «Женева-73».
- 1988 г. — Заслуженный артист РСФСР.
- 1997 г. — Народный артист России (первый тромбонист, удостоившийся этого звания).